# Джон Годяк
Джон Годяк, також Іван Годяк (англ. John Hodiak, укр. Іван Годяк; 16 квітня 1914, Піттсбург, Пенсільванія,  — 19 жовтня 1955, Лос-Анджелес) — американський кіноактор українського походження. Народився в українській сім'ї в Піттсбурзі. З 1942 року працював у студії Метро-Голдвін-Маєр.

## Біографія
Іван Годяк був у сім'ї найстаршим з чотирьох дітей. Батьки Івана Годяка Василь (англ. Walter Hodiak 25 жовтня 1888 — 21 серпня 1962) та Ганна (Анна) (до шлюбу Погорілець) (англ. Anna Pogorzelec, 28 лютого 1888 — 17 жовтня 1971) походили з українського села Грушатичі Перемишльського повіту Львівського воєводства (тепер Самбірського району Львівської області). Вони переселилися до Америки 1912 року.
В 1932 році родина переїхала у штат Мічиган і осіла в українській колонії в Гемтремку. Тут батько Годяка брав активну участь у громадському й культурному житті української громади, грав у театрі.
Любов до театру передалася від батька Іванові й він з дитячих років брав участь у театральних виставах. Початкову і середню освіту Іван одержав в Гемтремку, а в період між ними був також учнем української вечірньої школи. Після закінченні школи в 1930 році, отримав стипендію у Вестерн Юніверсіті студіювати драму, однак через брак фондів у місті Гемтремк не зміг туди вписатися.
У 1933 році влаштувався у канцелярію фірми Шевроле. Швидко знайшов собі місце на радіо, де вечорами брав участь у різних виставах — спочатку безкоштовно, а згодом за малу винагороду. Причому, коли Джон вперше прийшов на радіо, йому відмовили у роботі через його акцент. Іванові довелося покращувати свою англійську вимову, після чого його все ж таки взяли на радіо. Здібності талановнтого хлопця були скоро відкриті і управитель радіостації порадив йому лишити канцелярію та взятись за драму. 1938 року Годяк переходить до Чикаго і працює постійним драматичним актором на станції WMAQ, де вибивається дуже скоро вгору.
1942 року був запрошений до Голівуду для зйомок у фільмі «Незнайомець у місті» (англ. A Stranger in Town (1943 film)). Фільми «Рятувальний човен», «Воєнний суд над бунтівниками» і багато інших зробили його широко відомим американській публіці. Загалом же Іван Годяк за недовгий період своєї творчої діяльності — трохи більше 12 років — зіграв щонайменше у 38 фільмах.
На початку кар'єри продюсери й актори радили Івану Годякові змінити своє прізвище на звичайніше для слуху англомовної людини, однак він відмовився змінити своє українське прізвище.
У 1946 році одружився з американською акторкою Енн Бакстер. 9 червня 1951 року народилася донька Катрін. У 1953 році Годяк і Бакстер розлучилися.
Іван Годяк прожив неповних 42 роки. У нього стався серцевий напад, коли він саме збирався у будинку своїх батьків у Лос-Анджелесі на кіностудію для завершення роботи над фільмом «На межі всесвіту» (англ. On the Threshold of Space).

## Фільмографія
- 1944 — Рятувальний човен / Lifeboat
- 1950 — В тилу ворога / Ambush